# Antennuloniscus menziesi
Antennuloniscus menziesi är en kräftdjursart som beskrevs av George 2004. Antennuloniscus menziesi ingår i släktet Antennuloniscus och familjen Haploniscidae. Inga underarter finns listade i Catalogue of Life.